# Pantágoro
Pantágoro (Patángoro; ponekad i Palenque, prema utvrđenim naseljima), pleme Cariban Indijanaca iz zapadne Kolumbije, nestalo negdje u 16. stoljeću. Prema nekim drugim jezikoslovcima Pantágoro se klasificiraju u Chibchan govornike. Oni bijahu agrikulturan narod koji se bavio uzgojem kukuruza, yuce (slatke neotrovne manioke), graha, avokada, i drugog voća. Zemlju su čistili i pripremali za obradu sistemom posijeci-i-spali, a glavna alatka bila je štap za kopanje. Ribolov je također bio značajan izvor harne, dok lov nije toliko značajan.  Jedina domaća životinja, ako se tako može reći, bijahu udomaćene mlade ptice, koje su im trebale zbog perja.
Selo je imalo 50 do 100 kuća, često na višim mjestima, i zaštićeno palisadama zbog mogućeg neprijatelja. Odjeća je bila minimalna, muškarci su hodali goli, dok su žene nosile tek komadić pamuka nad spolnim organima. Deformacija lubanje se prakticirala, a ukrasi su bili od perja ili perlice. Zlato su nosili rijetko. O obrtima se malo zna, ali lončarstvo su poznavali. Ženidba se vršila posredovanjem muškaraca koji su imali sestre, i često puta muškarci su imali sestre za žene.  Glavno božanstvo bilo je Am, bog vjetra.

## Vanjske poveznice
- Patángoro